# کتاب دوم جنگل
کتاب دوّمِ جنگل (انگلیسی: The Second Jungle Book) پایان و تمام کنندهٔ ماجراهای کتاب جنگل نوشتهٔ رودیارد کیپلینگ است که برای اولین بار در سال ۱۸۹۵ منتشر شد، از ویژگی‌های مهم کتاب می‌توان به ۵ داستان دربارهٔ موگلی شخصیت اصلی کتاب جنگل و ۳ داستان متفرقه اشاره داشت، داستان‌های کل مجموعه مربوط به هندوستان یا به تعبیری در هندوستان اتفاق می‌افتد، کیپلینگ نگارش این کتاب را زمانی آغاز کرد که در ورمانت سکونت داشت و زندگی را در آنجا سپری می‌کرد، کل مجموعهٔ داستان در میان سال‌های ۱۸۹۴ تا ۱۸۹۵ به صورت پاورقی و اغلب تحت عناوین مختلف منتشر شد.

## شخصیت‌های کتاب
- موگلی - پسر جنگل
- راکشا - همسر آکیلا پدر گرگ‌ها
- کا - مار پایتون
- مانگ - خفاش
- باگیرا - پلنگ سیاه
- بالو - خرس تنبل
- تاباکی - یک شغال طلایی
- آکیلا - گرگ
- جاکالا - یک گاندو (نوعی تمساح)
- سگ قرمز - دولس
- ایکی - جوجه تیغی
- هاتی - یک فیل هندی
- کو - کلاغ